# Ocelle (œil)
Pour les articles homonymes, voir Ocelle.

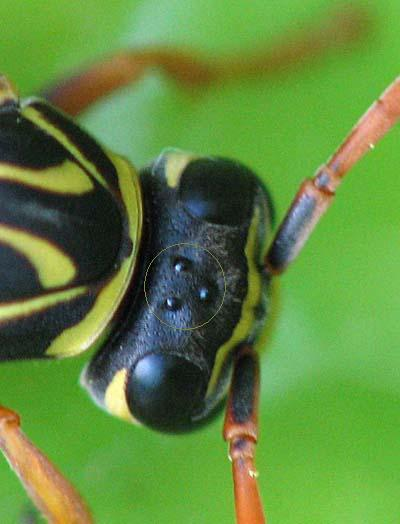
Les trois ocelles d'une poliste ainsi que ses deux yeux composés.

Un ocelle est un œil simple présent chez certains dinoflagellés, cnidaires, annélides, arthropodes et échinodermes. Le terme ocelle est dérivé du latin oculus qui signifie « petit œil ». Il s'agit principalement d'organes sensibles à la lumière, mais il peut avoir d'autres fonctions, par exemple la détection du cycle circadien, la visualisation de la polarité, l'aide à la stabilité en vol.

## Insectes

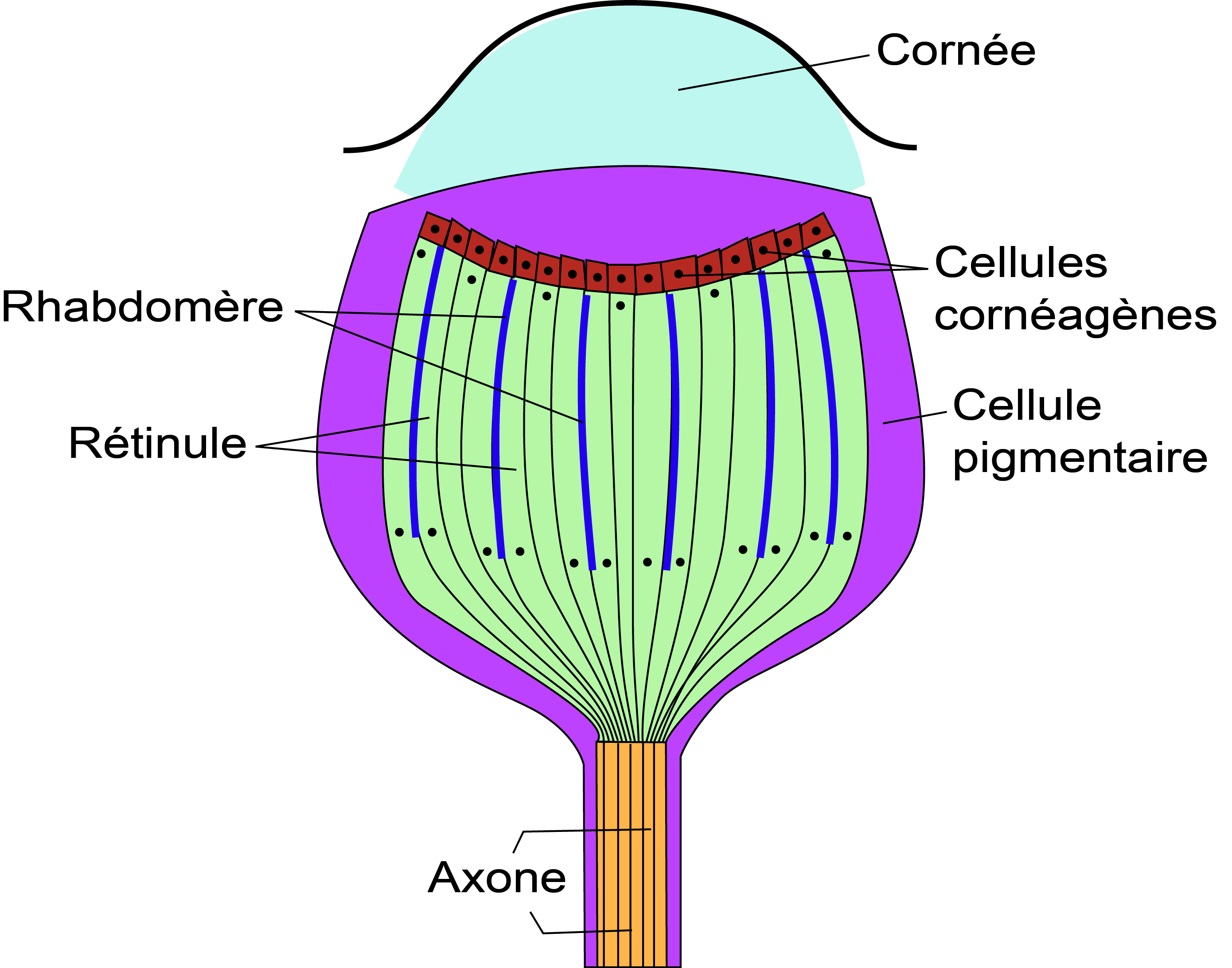
Schéma d'un ocelle chez l'insecte

Les ocelles sont des organes sensibles à la lumière qui se trouvent sur la face dorsale ou frontale de la tête de nombreux insectes. Avec les yeux composés, les insectes possèdent deux types d'organes visuels avec des fonctionnalités bien différentes.
Le nombre, la forme et les fonctions de ces organes varient énormément chez les différents ordres d'insectes. Ils ont tendance à être de plus grandes tailles chez les insectes volants (en particulier les abeilles, les guêpes, les libellules et les criquets) et d'être présents en nombre de trois, un central et deux latéraux. Certains insectes terrestres, comme certaines fourmis et cafards, n'ont que deux ocelles.
Ce type d'ocelle est constitué d'une cornée (lentille) et d'une couche de cellules photoréceptrices (cellules cornéagènes). La cornée peut être fortement courbée (ex : abeilles, criquets et libellules) ou plate (ex : cafard). Le nombre de cellules photoréceptrices peut varier de quelques centaines à plusieurs milliers.
La puissance de réfraction de la lentille n'est généralement pas suffisante pour former une image. Les ocelles sont rarement capables de percevoir les formes et sont généralement adaptés à capter l'intensité lumineuse. Compte tenu de la grande ouverture et de la faible perception focale, ils sont considérés comme beaucoup plus sensibles à celle-ci que les yeux composés. Le diamètre des interneurones ocellaires permet de croire que les ocelles perçoivent plus rapidement que les yeux composés.
Les ocelles pourraient aider à maintenir la stabilité pendant le vol à cause de leur capacité à détecter les changements dans la luminosité, . Ils joueraient également un rôle dans la visualisation de la polarité ou encore comme détecteur du cycle circadien.
Des études récentes ont démontré que les ocelles de certains insectes (notamment les libellules et certaines guêpes) sont capables de voir certains détails particuliers. Leur cornée forme une image à l'intérieur ou près des cellules photoréceptrices,. Certaines recherches ont démontré que ces yeux sont capables de percevoir les mouvements.
La recherche scientifique sur les ocelles est d'un grand intérêt dans la conception de petits véhicules aériens sans pilote. Ces petits drones font face à plusieurs défis dans le maintien de la stabilité lors du vol. Les ingénieurs sont de plus en plus inspirés par ces animaux pour surmonter ce type de problème.

### Génétique
Un certain nombre de gènes sont responsables de l'apparition et du positionnement des ocelles. Le gène orthodentique est allélique à l'absence des ocelles. Chez la drosophile, la rhodopsine Rh2 n'est exprimée que dans les ocelles.

## Cnidaires

Ocelle de méduse à la marge de l'ombrelle.

Les cnidaires sont les invertébrés les plus primitifs à posséder des ocelles. Chez ce groupe, l'ocelle est une simple tache oculaire généralement distribuée aléatoirement sur le corps. Tout comme chez les insectes, ces organes sont également photosensibles. Chez les méduses, la lumière a des effets sur les activités comportementales comme la migration et la reproduction. Il semblerait que les méduses (ex: Carybdeida) qui ont les photorécepteurs les plus modifiés ont aussi les comportements photiques les plus complexes.

## Gastéropodes
De nombreux escargots et limaces ont des ocelles à l'extrémité ou à la base de leurs tentacules. Ces organes servent à distinguer la lumière et l'obscurité. Ces animaux étant principalement nocturnes, la vision n'est donc pas un sens développé.